# Stomatorhinus schoutedeni
Stomatorhinus schoutedeni är en fiskart som beskrevs av Poll, 1945. Stomatorhinus schoutedeni ingår i släktet Stomatorhinus och familjen Mormyridae. IUCN kategoriserar arten globalt som otillräckligt studerad. Inga underarter finns listade i Catalogue of Life.